# NovaLogic
NovaLogic est une entreprise américaine de développement et d'édition de logiciels, plus particulièrement de jeux vidéo. La société, basée à Calabasas, en Californie, est fondée en 1985 par son actuel PDG John A. Garcia.
La société débute en tant que développeur de portages de jeux d'arcades avant de devenir l'éditeur et le développeur de ses propres jeux vidéo. NovaLogic a toujours été possédée par des investisseurs privés, toutefois, Electronic Arts est un actionnaire minoritaire de la société.
Ils sont l'un des premiers studio à utiliser le système du Voxel.
Le 31 octobre 2016, THQ Nordic rachète les séries de Novalogic qui avait fermé un peu plus tôt.
Le 19 août 2019, dans le cadre de la Gamescom de Cologne un nouveau Comanche est révélé lors de l'Opening Night Live .

## Jeux développés et édités par NovaLogic

### Armored Fist
- Armored Fist (1995)
- Armored Fist 2 (30 septembre 1997)
- Armored Fist 3 (30 septembre 1999)

### Comanche
- Comanche: Maximum Overkill (1992)
  - Comanche: Global Challenge (1993)
  - Comanche: Over the Edge (1993)
  - Comanche CD (1994 Compilation)
- Comanche 2 (1995)
  - Comanche 2: Werewolf vs. Comanche (1996)
- Comanche 3 (1997)
- Comanche Gold (mai 1998)
- Comanche 4 (12 novembre 2001)

### Delta Force
- Delta Force (30 septembre 1998)
- Delta Force 2 (novembre 1999)
- Delta Force: Land Warrior (novembre 2000)
  - Delta Force: Task Force Dagger (juin 2002)
- Delta Force: Urban Warfare (juillet 2002)
- Delta Force: Black Hawk Down (mars 2003)
  - Delta Force: Black Hawk Down: Team Sabre (20 janvier 2004)
- Delta Force Xtreme (2005)
- Delta Force: Xtreme 2 (2 juin 2009)[5]
- Delta Force: Angel Falls (annulé)

### Simulateurs de vol de combat
- F-22 Lightning II (1996)
- F-22 Raptor (1997)
- F-16 Multirole Fighter (1998)
- MiG-29 Fulcrum (1998)
- F-22 Lightning 3 (1999)

### Joint Operations
- Joint Operations: Typhoon Rising (2004) (PC)
  - Joint Operations: Escalation (17 novembre 2004)
  - Joint Operations: Combined Arms (10 octobre 2005)
  - Joint Operations: Combined Arms Gold (18 août 2009)[5]

### Simulateurs de vol de combat spatial
- Tachyon: The Fringe (mars 2000)[5]